# Serrat del Maurici
El Serrat del Maurici és una serra situada al municipi de Balsareny, a la comarca catalana del Bages, amb una elevació màxima de 436 metres.
L'indret va patir un greu incendi forestal l'any 2005, cosa que mogué l'entitat Caixa Catalunya a endegar una acció de repoblació forestal mitjançant la participació dels seus clients l'any 2011.